# 杜拜千禧大樓
杜拜千禧大樓（英語：Millennium Tower）是一座位於阿拉伯聯合酋長國杜拜的住宅大廈，樓高58層，高285米（935英尺），於2006年2月落成。大廈內有301個三房單位及106兩房單位，旁邊有10層高停車場，並設有471個泊位。

## 外部連結
- 杜拜千禧大樓 - Emporis.com （页面存档备份，存于）
- 杜拜千禧大樓 - SkyscraperPage.com （页面存档备份，存于）

25°11′41″N 55°15′57″E / 25.19472°N 55.26583°E